# قناة الجزيرة أمريكا
قناة الجزيرة أمريكا كانت إحدى قنوات شبكة الجزيرة القطرية انطلقت في 20 أغسطس 2013 ومقرها نيويورك  ، وقد أتت هذه الخطوة بعد شراء شبكة الجزيرة قناة كَرَنت الأمريكية التي اسسها آل غور  حيث كانت تصل إلى 60 مليون مشترك من أصل 100 مليون بيت مزود بتلفزيون عبر الكابل أو لاقط الأقمار الاصطناعية  وقد تعاقدت الشبكة مع مع مئات الصحفيين من أجل منافسة شبكات إخبارية كالسي أن أن وفوكس حيث ستركز الشبكة في برامجها على الصحافة الاستقصائية الإقليميَّة والأخرى المحلية على حد قول المدير التنفيذي للعمليات الدولية بشبكة الجزيرة. كانت القناة ثاني قناة قنوات شبكة الجزيرة في سوق التلفزيون الأمريكي بعد إطلاق بي إن سبورت في العام 2012. في يناير 2016، أعلنت القناة بعد معاناتها من التصنيفات المنخفضة باستمرار، أنها ستغلق في 12 أبريل 2016 مستشهدة ب«المشهد الاقتصادي».